# Rowwen Hèze
Rowwen Hèze est un groupe néerlandais de folk, originaire d'America, dans la commune de Horst aan de Maas. Formé en 1985, le groupe est connu pour son style varié, avec une préférence pour les styles folk et tex-mex.

## Histoire
Le groupe est formé en 1985, comme une sorte de continuation de The Legendary Texas Four. Les membres de ce groupe - Theo Joosten, Jan Philipsen et Mart Deckers - étaient trois à l'époque car le chanteur Jos Kleizen avait quitté le groupe. Ils cherchaient un nouveau chanteur. Jack Poels s'avère être un candidat tout à fait approprié ; il avait chanté et joué avec le groupe également américain Bad Edge dix ans auparavant, qui s'était ensuite dissous faute de succès. Poels pose comme condition qu'il puisse interpréter une chanson en dialecte. Les autres membres du groupe acceptent et le groupe décide de se rebaptiser parce que leur ancien nom était trop éloigné d'eux. C'est ainsi que naît Rowwen Hèze.
Au cours de leurs premières années d'existence, les Rowwen Hèze jouaient encore principalement des reprises en anglais de Thin Lizzy, entre autres. Un phénomène annuel pour Rowwen Hèze et de nombreux autres groupes limbourgeois consistait à écrire une chanson de carnaval à l'occasion du carnaval. En 1987, Rowwen Hèze écrit avec Toos Vervoort la chanson Niks stront niks pour l'association de carnaval Horst, qui fait la une des médias nationaux en raison de ses paroles plutôt controversées (la commune de Horst y est sévèrement ridiculisée) et entraine également un boycott de l'association de carnaval les Turftrëiers, pour laquelle le groupe avait joué les deux années précédentes. Cette chanson, combinée à l'engouement national qu'elle suscite, permet à Rowwen Hèze d'accéder à une première notoriété nationale. L'émission télévisée Van Gewest tot Gewest, entre autres, leur consacre un reportage et en décembre de la même année sort leur premier album, Rowwen Hèze. À partir de ce moment-là, le groupe se concentre principalement sur les paroles en dialecte américain local, au lieu du répertoire en anglais (reprises). Lors de chaque représentation de Rowwen Hèze, ce sont principalement ces chansons en dialecte qui sont appréciées par le public. 
À l'occasion du 30e anniversaire de Rowwen Hèze, une exposition sur le groupe est présentée au Limburgs Museum de Venlo de mai 2015 à début 2016. En novembre 2015, une « semaine Rowwen Hèze » spéciale est organisée.

## Style musical
Surtout dans les premières années, plusieurs mélodies n'ont pas été créées par le groupe lui-même, mais empruntées à une variété de chansons folkloriques et tex-mex bien connues, y compris celles de Los Lobos, ce qui explique pourquoi le groupe est surnommé Los Limbos. Le groupe s'inspire également du folk irlandais, par exemple pour la chanson November (basée sur On Raglan Road). Le groupe britannique de punk folk The Pogues est également une source d'inspiration pour la musique de Rowwen Hèze.

## Discographie
- 1987 : Rowwen Hèze
- 1990 : Blieve loepe
- 1991 : Boem
- 1992 : In de wei
- 1993 :  Station America
- 1995 : Zondag in 't Zuiden
- 1997 : Water, lucht en liefde
- 1999 : 't Beste van 2 werelden
- 2000 : Vandaag
- 2003 : Dageraad
- 2005 : 't Beste van 20 joar - Kilomeaters
- 2006 : Rodus & Lucius
- 2008 : Saus
- 2010 : Zilver
- 2011 : Manne van staal
- 2012 : Geal
- 2013 : Hemel op Aarde: De Liedjes
- 2016 : Vur altied: Ballades & beer
- 2017 : De liefde, de muziek, de herinnering
- 2019 : Voorwaartsch
- 2020 : Blieve loepe
- 2021 : Onderaan beginne
- 2022 : Live in Americana: De Wei In